# Telephone Free Landslide Victory
Telephone Free Landslide Victory è il primo album in studio del gruppo musicale statunitense Camper Van Beethoven, pubblicato nel 1985.

## Tracce
Side 1
1. Border Ska - 2:50
2. The Day That Lassie Went to the Moon - 3:14
3. Wasted - 1:59
4. Yanqui Go Home - 2:41
5. Oh No! - 1:54
6. 9 of Disks - 2:36
7. Payed Vacation: Greece - 1:52
8. Where the Hell Is Bill? - 2:06

Side 2
1. Vladivostock - 2:22
2. Skinhead Stomp - 1:48
3. Tina - 1:37
4. Take the Skinheads Bowling - 2:32
5. Mao Reminisces About His Days in Southern China - 1:59
6. I Don't See You - 2:23
7. Balalaika Gap - 2:13
8. Opi Rides Again - Club Med Sucks - 3:55
9. Ambiguity Song - 2:29